# Coolio

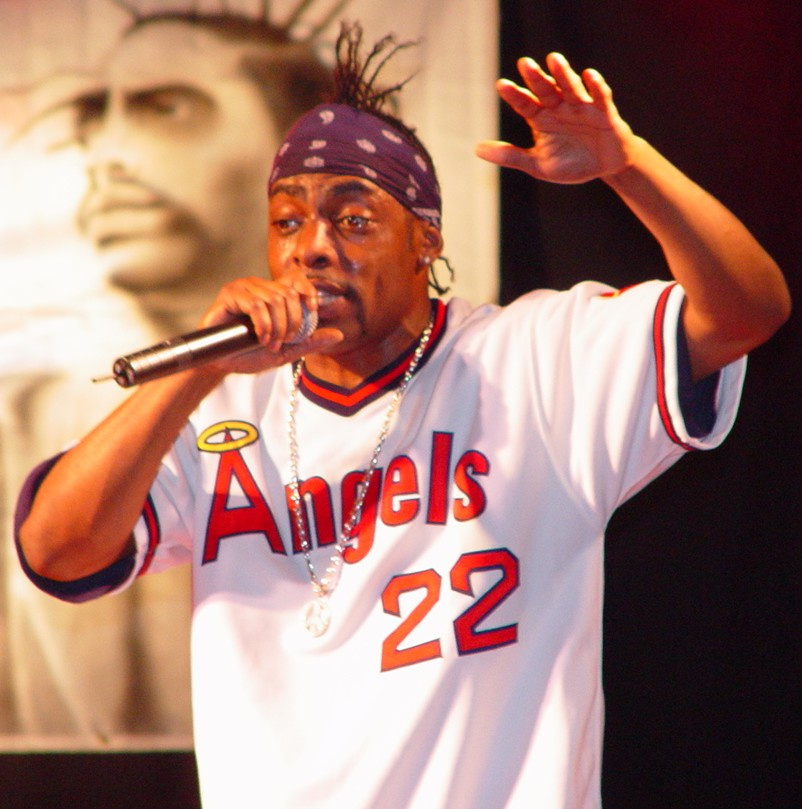
Coolio (2002)

Coolio (* 1. August 1963 als Artis Leon Ivey Jr. in Monessen, Westmoreland County, Pennsylvania; † 28. September 2022 in Los Angeles, Kalifornien) war ein US-amerikanischer Rapper und Schauspieler. Seine größten Erfolge hatte er in den 1990er Jahren, insbesondere mit dem 1995 veröffentlichten Song Gangsta’s Paradise und dem gleichnamigen Album. Er verkaufte weltweit über 17 Millionen Tonträger.

## Leben
Ivey kam schon sehr früh mit der Hip-Hop-Szene in Berührung. Nachdem er seinen Highschool-Abschluss erreicht hatte, trat er zunächst in der Hip-Hop-Gruppe WC & The Maad Circle im Hintergrund auf. Nach eigenen Angaben wählte er den Künstlernamen Coolio, nachdem ihn beim Üben auf der Straße ein Passant gefragt hatte, ob er sich denn einbilde, Julio Iglesias zu sein. Seine Freunde übernahmen diese Bemerkung als Scherz und nannten ihn fortan Coolio. 1994 trennte er sich von der Gruppe, um sein erstes Soloalbum It Takes a Thief aufzunehmen. Aus dem Album wurden die Lieder Fantastic Voyage, I Remember und Mama I’m in Love with a Gangster als Singles ausgekoppelt. Den größten Charterfolg brachte ihm bis dahin Fantastic Voyage. I Remember wurde zum Soundtrack von Beavis and Butt-Head.
1995 brachte er sein erfolgreichstes Album Gangsta’s Paradise auf den Markt, das sich über vier Millionen Mal verkaufte. Der gleichnamige Song erhielt 1996 einen Grammy und belegte in einigen europäischen Ländern, darunter auch in Deutschland, Platz eins der Charts. Der Song ist auch Teil des Soundtracks zum Film Dangerous Minds mit Michelle Pfeiffer. Für die Melodie ließ sich Coolio von Stevie Wonders Single Pastime Paradise aus dem Album Songs in the Key of Life inspirieren, aus der er auch einige Soundsamples verwendete.
My Soul, Coolios drittes Album, folgte 1997 mit der erfolgreichen Singleauskopplung C U When U Get There, basierend auf dem Kanon in D von Johann Pachelbel. Nach einer fünfjährigen Pause folgte 2002 das erfolglose Album El Cool Magnifico. 2006 erschien The Return of the Gangsta, auf dem er von Snoop Dogg unterstützt wurde. Außerdem traten junge deutsche Rapper auf. Gangsta Lu übernahm in 4 einen Teil des Liedes. Auch Ladie K-la ist auf dem Track Ladie and Gangsta zu hören. Kay Master Kay und Mad Rob haben beim Track Dip it jeweils einen Part, und die Band Brasa ist bei Do it zu hören.
Als Schauspieler war Coolio unter anderem in den Serien Space 2063 (1996), Allein gegen die Zukunft (1999), Die Nanny (1998) und den Filmen Batman & Robin (1997), Die Hölle Hollywood (1997), Convent (2000), Daredevil (2003), Dracula 3000 (2004) und Shriek – Schrei, wenn du weißt, was ich letzten Freitag, den 13. getan habe (2000) zu sehen. 2004 nahm er an der ProSieben-Show Comeback – Die große Chance teil, bei der er hinter Chris Norman, der das Finale gewann, und Benjamin Boyce Dritter wurde.
2014 nahm er das Werbevideo Take It to the Hub für Pornhub auf, bei dem u. a. Phoenix Marie einen Gastauftritt hat. Im November 2017 wurde bekannt, dass Coolio der Vizepräsidentschaftskandidat von Cherie DeVille bei deren Kandidatur für die US-Präsidentschaftswahl 2020 sein werde.
Coolio starb am 28. September 2022 im Alter von 59 Jahren während eines Besuches bei einem Bekannten in Los Angeles. Er erlitt einen Herzstillstand, der durch den Missbrauch von Fentanyl hervorgerufen wurde. Auch Spuren von Heroin und Methamphetamin fanden sich in seinem Blut. Coolio kann somit zu den Opfern der Opioidepidemie in den USA gezählt werden. Auch „schweres Asthma und jahrzehntelanger Zigarettenkonsum“ hätten zu seinem Tod beigetragen. Er hinterließ sechs Kinder.

## Diskografie
Studioalben

| Jahr | Titel Musiklabel                                 | Höchstplatzierung, Gesamtwochen, AuszeichnungChartplatzierungen (Jahr, Titel, Musiklabel, Platzierungen, Wochen, Auszeichnungen, Anmerkungen) | Höchstplatzierung, Gesamtwochen, AuszeichnungChartplatzierungen (Jahr, Titel, Musiklabel, Platzierungen, Wochen, Auszeichnungen, Anmerkungen) | Höchstplatzierung, Gesamtwochen, AuszeichnungChartplatzierungen (Jahr, Titel, Musiklabel, Platzierungen, Wochen, Auszeichnungen, Anmerkungen) | Höchstplatzierung, Gesamtwochen, AuszeichnungChartplatzierungen (Jahr, Titel, Musiklabel, Platzierungen, Wochen, Auszeichnungen, Anmerkungen) | Höchstplatzierung, Gesamtwochen, AuszeichnungChartplatzierungen (Jahr, Titel, Musiklabel, Platzierungen, Wochen, Auszeichnungen, Anmerkungen) | Anmerkungen                                                 |
| Jahr | Titel Musiklabel                                 | DE | AT | CH | UK | US | Anmerkungen                                                 |
| ---- | ------------------------------------------------ | --- | --- | --- | --- | --- | ----------------------------------------------------------- |
| 1994 | It Takes a Thief Tommy Boy Entertainment (WMG)   | — | — | — | UK67 (1 Wo.)UK | US8 Platin · (30 Wo.)US | Erstveröffentlichung: 15. Juli 1994 Verkäufe: + 1.050.000   |
| 1995 | Gangsta’s Paradise Tommy Boy Entertainment (WMG) | DE6 Gold · (28 Wo.)DE | AT4 (16 Wo.)AT | CH2 (29 Wo.)CH | UK18 Gold · (29 Wo.)UK | US9 ×2Doppelplatin · (62 Wo.)US | Erstveröffentlichung: 2. Oktober 1995 Verkäufe: + 2.825.000 |
| 1997 | My Soul Tommy Boy Entertainment (WMG)            | DE19 (9 Wo.)DE | AT19 (6 Wo.)AT | CH16 (6 Wo.)CH | UK28 (3 Wo.)UK | US39 Gold · (9 Wo.)US | Erstveröffentlichung: 26. August 1997 Verkäufe: + 550.000   |
| 2001 | Coolio.com Victor Entertainment (JVC)            | — | — | — | — | — | Erstveröffentlichung: 18. April 2001                        |
| 2002 | El Cool Magnifico ZYX Music (ZYX)                | — | — | — | — | — | Erstveröffentlichung: 15. Oktober 2002                      |
| 2006 | The Return of the Gangsta Edel Records (Edel)    | — | — | CH82 (2 Wo.)CH | — | — | Erstveröffentlichung: 18. August 2006                       |
| 2008 | Steal Hear Super Cool Entertainment (RN’D)       | — | — | — | — | — | Erstveröffentlichung: 19. Februar 2008                      |
| 2009 | From the Bottom 2 the Top Subside Records (ZYX)  | — | — | — | — | — | Erstveröffentlichung: 16. Februar 2009                      |

## Filmografie (Auswahl)
- 1997: Batman & Robin
- 1998: Die Nanny (The Nanny, Fernsehserie, Folge 5x17 „Coolio…Superstar?“)
- 1999: Judgement Day – Der jüngste Tag (Judgement Day)
- 2000: Convent (The Convent)
- 2000: Shriek – Schrei, wenn du weißt, was ich letzten Freitag, den 13. getan habe (Shriek If You Know What I Did Last Friday the Thirteenth)
- 2001: Gangland L.A. (Gangland)
- 2001: Ran an die Braut (Get Over It)
- 2002: Virtual Storm (Storm Watch)
- 2002: Charmed – Zauberhafte Hexen (Charmed, Fernsehserie, Folge 4x15 „Die Braut trägt schwarz“)
- 2003: Daredevil
- 2003: Red Water
- 2004: Dracula 3000
- 2004: A Wonderful Night in Split
- 2005: Pterodactyl – Urschrei der Gewalt (Pterodactyl)
- 2007: Futurama: Bender’s Big Score (Stimme)